# Cesare Cambi
Cesare Cambi (San Benedetto Po, 16 gennaio 1906 – ...) è stato un calciatore e allenatore di calcio italiano, di ruolo difensore.

## Carriera
Dopo gli esordi nel Suzzara, gioca due stagioni di Prima Divisione nel Mantova dal 1927 al 1929. Poi ha disputato due consecutivi campionati di Serie B con la maglia della Cremonese, facendo l'esordio il 19 ottobre 1930 nella partita Serenissima-Cremonese (2-1): 25 presenze nella prima e 21 nella seconda stagione.
In seguito milita nel Carpi e per tre stagioni nella SPAL in Serie B. Chiude la carriera calcistica con una stagione nel Cosenza in Serie C, e poi nello Scardovelli di San Benedetto Po nelle serie minori; dopo il ritiro allena il Caproni Milano nel campionato di Serie C 1942-1943.